# 団規令事件
団規令事件（だんきれいじけん）とは1950年に当時の日本共産党幹部に対する団体等規正令による出頭命令を拒否したことによる逮捕状請求となったことによる刑事事件。のちの公判においてこの逮捕状請求の合憲性が争点となり、最終的に占領中という特殊な状況でのみ有効であったという結論から、免訴という判断が下された。

## 概要
1950年5月3日、連合国軍最高司令官のダグラス・マッカーサーは日本共産党の非合法化を示唆し、5月30日には皇居前広場において日本共産党指揮下の大衆と占領軍が衝突した人民広場事件を機に、6月6日に徳田球一ら日本共産党中央委員24人、及び機関紙「アカハタ」幹部といわれた人物を公職追放し、アカハタを停刊処分にした（レッドパージ）。
法務省特別審査局（現在の公安調査庁。以下「特審局」）は日本共産党幹部が1950年6月28日から6月29日にかけて栃木県の鬼怒川温泉付近で今後の運動方針などを協議（通称: 鬼怒川会合）したという情報を得た。仮にこの鬼怒川会合が事実で党の再建その他政治活動の事実が判明すれば、公職追放から20日間の猶予期間が過ぎた後に行った政治活動として公職追放令違反に該当する。特審局は7月に日本共産党幹部を含めた関係者らについて団体等規正令に基づいて出頭命令を出した。志賀義雄、亀山幸三、伊藤憲一、神山茂夫、宮本顕治、蔵原惟人、高倉輝は特審局に出頭して否認したが、徳田球一、野坂参三、志田重男、伊藤律、長谷川浩、紺野与次郎、春日正一、竹中恒三郎、松本三益は出頭しなかった。日本政府は出頭命令を拒否したとして9人の日本共産党幹部（徳田球一、野坂参三、志田重男、伊藤律、長谷川浩、紺野与次郎、春日正一、竹中恒三郎、松本三益）に対して団体等規正令違反で逮捕状が出た。逮捕状が出た9人の日本共産党幹部は地下潜行し、一部は中国に亡命した。
逮捕状が出された9人のうち、7人が1950年10月7日から1955年8月11日にかけて逮捕され、1955年9月7日までに起訴された。
- 春日正一　1950年10月7日逮捕[4]・1950年10月16日起訴[5]
- 松本三益　1953年5月14日逮捕[6]・1953年6月4日起訴[7]・1953年7月31日保釈[8]
- 長谷川浩　1955年4月27日逮捕[9]・1955年5月10日起訴[10]・1955年5月16日保釈[11]
- 竹中恒三郎　1955年6月2日逮捕[12]・1955年6月14日起訴[13]・1955年6月17日保釈[14]
- 野坂参三　1955年8月11日逮捕[15]・1955年8月16日釈放[16]・1955年9月7日起訴[17]
- 志田重男　1955年8月11日逮捕[15]・1955年8月16日釈放[16]・1955年9月7日起訴[17]
- 紺野与次郎　1955年8月11日逮捕[15]・1955年8月16日釈放[16]・1955年9月7日起訴[17]

春日正一の裁判は1952年4月9日に懲役3年の実刑判決が確定した。また春日を匿った人物についても同日に懲役1年の実刑判決が確定した。
1961年12月20日に松本三益に対する裁判で最高裁判所は「本件罪状は占領中は超憲法的な最高司令官の命令によるものとして有効だったが、サンフランシスコ平和条約が発効された現在では憲法に違反する」として免訴判決を言い渡して確定した。他5人の日本共産党幹部に対する刑事裁判は東京地方裁判所で審理が続いていたが、松本に対する最高裁判決を受けて、1962年3月13日に公訴取り消しがあり、翌14日に公訴棄却決定がされた。

## その他
- 逮捕状が出された9人の日本共産党幹部のうち、逮捕されなかった徳田球一と伊藤律のその後の行動は以下の通りである。
  - 徳田球一は1950年10月に中国に亡命し、1953年10月に客死した（死亡の公表は1955年7月）。
  - 伊藤律は1951年秋に中国に亡命し、日本共産党の指導体制が変化する中で1953年に除名処分を受けて中国の監獄で身柄拘束され、1955年以後消息不明となり死亡説も流れたが、1979年に身柄解放され、1980年夏に中国で生存していることが発表され、同年9月に29年ぶりに日本に帰国した。
- 伊藤律が事件で逮捕状が出てて地下潜行している1950年9月に朝日新聞が「宝塚市の山林で伊藤律と数分間の会見に成功した」と掲載したが、虚偽報道であることが判明した（伊藤律会見報道事件）。

## 関連書籍
- 松本三益『団規令事件公判記録―米占領下、秘密警察とのたたかい』あゆみ出版、1991年。ISBN 4751971565。
- 東京地方検察庁『東京地方検察庁沿革誌』東京地方検察庁沿革誌編集委員会、1974年。